# Prosaetes rhinodontis
Prosaetes rhinodontis is een eenoogkreeftjessoort uit de familie van de Pandaridae. De wetenschappelijke naam van de soort is voor het eerst geldig gepubliceerd in 1876 door Wright E.P..